# Pyrrhobryum armatum
Pyrrhobryum armatum là một loài rêu trong họ Rhizogoniaceae. Loài này được (Sakurai) Manuel mô tả khoa học đầu tiên năm 1980.